# Kélé
Kélé é uma religião afro-lucense, originária dos escravos que foram levados para Babonneau, região Noroeste da ilha. Suas principais deidades são Ogum, Xangô e Exu. As cerimônias no kélé incluem o tamborilar do tanbou manman (tambor mãe) e do tanbou ich (tambor criança) da família do tambor batá. A religião tem uma forte conexão com o festival de Ogum na Nigéria. Reprimida pela Igreja Católica até começo dos anos 1960, foi sempre praticada secretamente de maneira clandestina. O ritual inclui o uso de pedras (elemento do culto à Xangô) e itens de ferro e aço em homenagem à Ogum.